# Ulica Stanisława Więckowskiego w Łodzi
Ulica płk. dr. Stanisława Więckowskiego – ulica w Łodzi w centrum miasta i na Starym Polesiu. W całości jednokierunkowa, ruch odbywa się z centrum na zachód.

## Historia
Ulica powstała w latach 60. XIX wieku razem z dzielnicą „Wiązową”. Nazwano ją ulicą Nowocegielnianą, gdyż była przedłużeniem ulicy Cegielnianej (dziś ul. Jaracza) prowadzącej do łódzkiej cegielni. W 1931 roku zmieniono nazwę na Śródmiejską. Podczas II wojny światowej hitlerowcy zmienili nazwę na Moltkestraβe. Po wojnie zmieniono nazwę ulicy na cześć łódzkiego lekarza, oficera Wojska Polskiego, działacza społecznego i przewodniczącego SD płk. dr Stanisława Więckowskiego, który zginął w obozie w Auschwitz.

## Ważne miejsca
- nr 1 – dom z tablicą poświęconą Stanisławowi Więckowskiemu,
- nr 6 – zabytkowy dom z końca XIX wieku (nr. rej.: 4/39/66 z 18.03.1966; A/39 z 20.01.1971),
- nr 8 – zabytkowy dom z końca XIX wieku (nr. rej.: 4/38/66 z 18.03.1966; A/38 z 20.01.1971),
- nr 10 – zabytkowy dom z końca XIX wieku (nr. rej.: 4/37/66 z 18.03.1966; A/37 z 20.01.1971),
- nr 15 – Duża Scena Teatru Nowego, dawniej Państwowy Teatr Żydowski w Łodzi.
- nr 21 – dom, w którym mieszkał Ary Sternfeld,
- róg z ul. Gdańską – Pałac Kipperów,
- nr 35 – Szkoła Podstawowa nr 36,
- nr 36 – Pałac Maurycego Poznańskiego (obecnie Muzeum Sztuki),
- nr 41 – I Liceum Ogólnokształcące im. M. Kopernika,
- róg z ul. Żeromskiego – skwer im. Stefana Linkego (obecnie własność prywatna, należąca jak przed wojną do posesji 43/45),
- nr 43/45 – zespół pofabrycznych budynków (dawna fabryka Władysława Barucha, w okresie PRL-u Zakłady Przemysłu Odzieżowego im. Adama Próchnika),

## Galeria

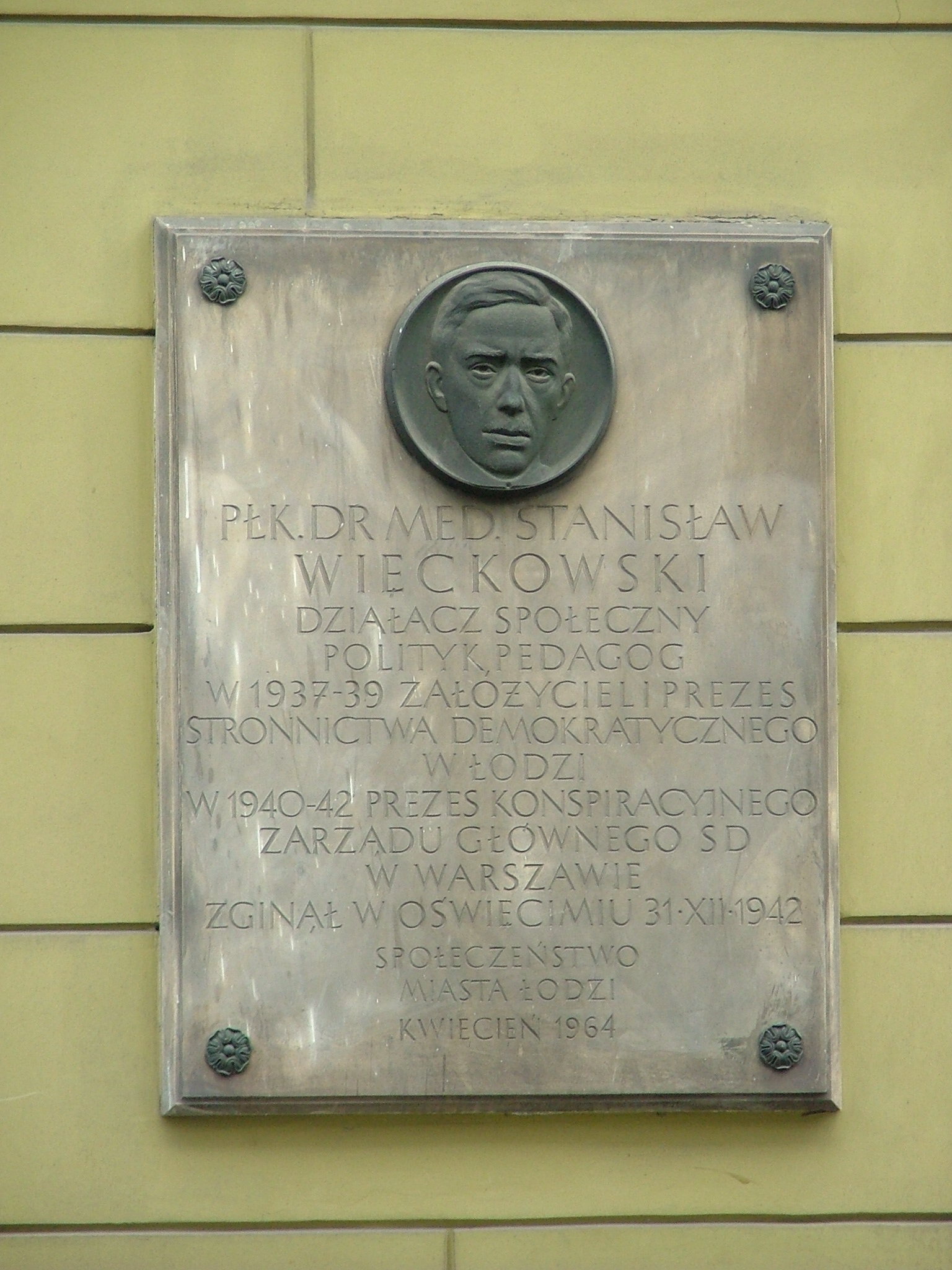
Tablica ku pamięci Stanisława Więckowskiego
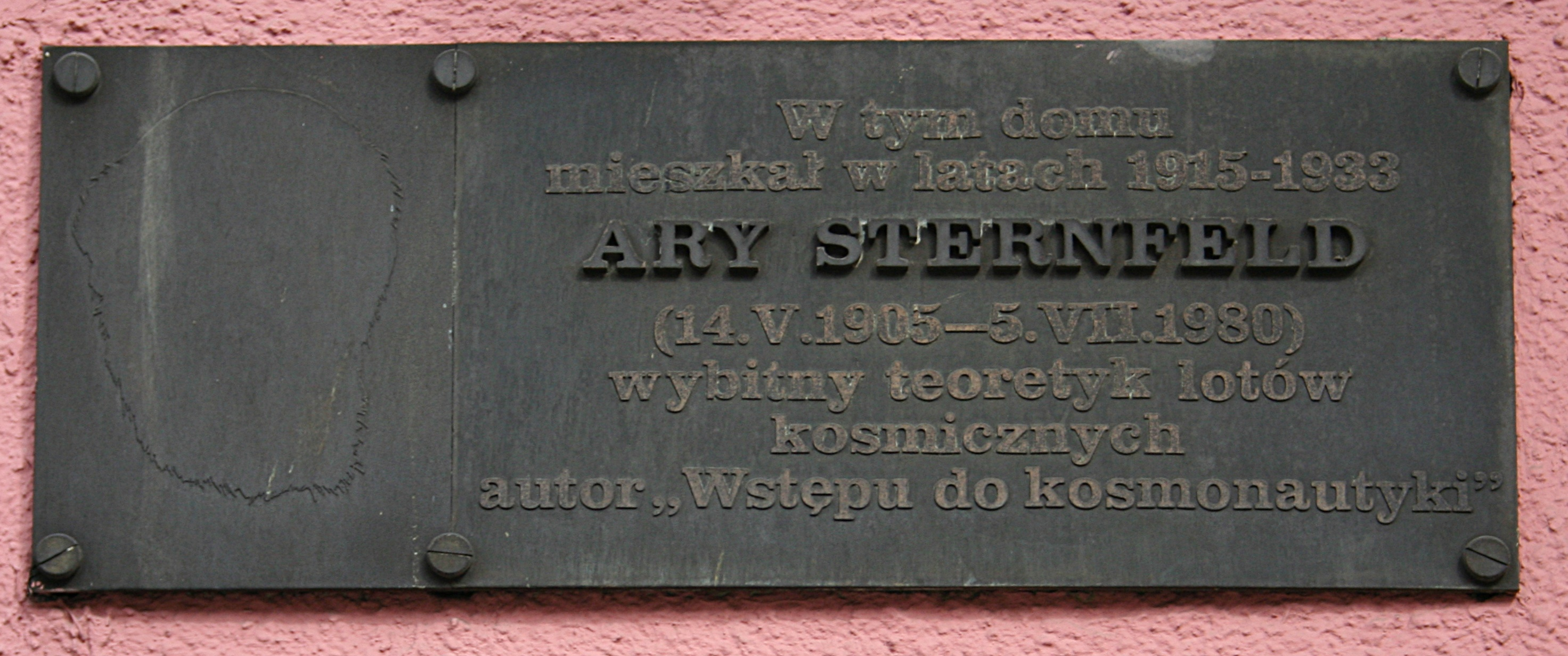
Tablica ku pamięci Arego Sternfelda
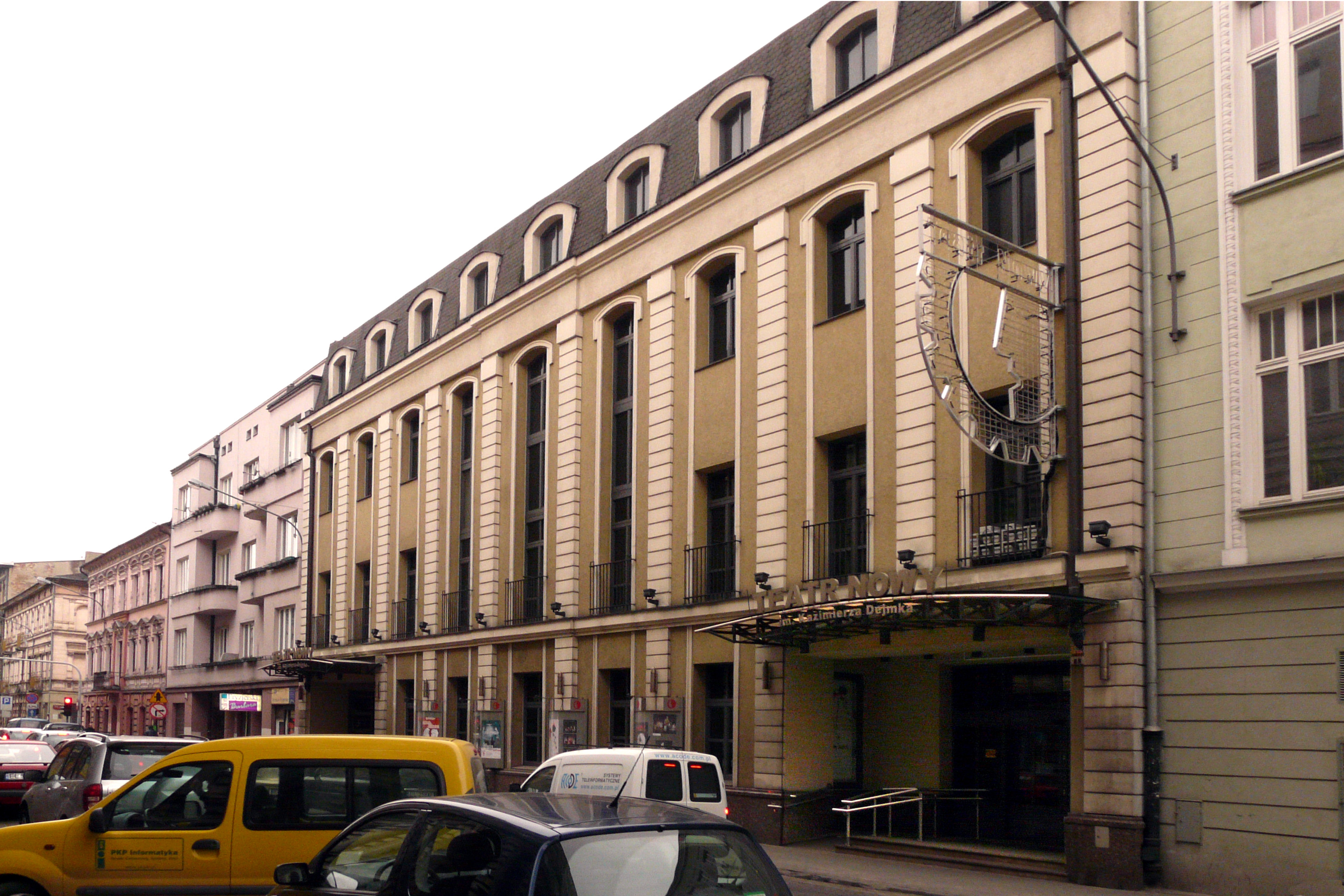
Teatr Nowy
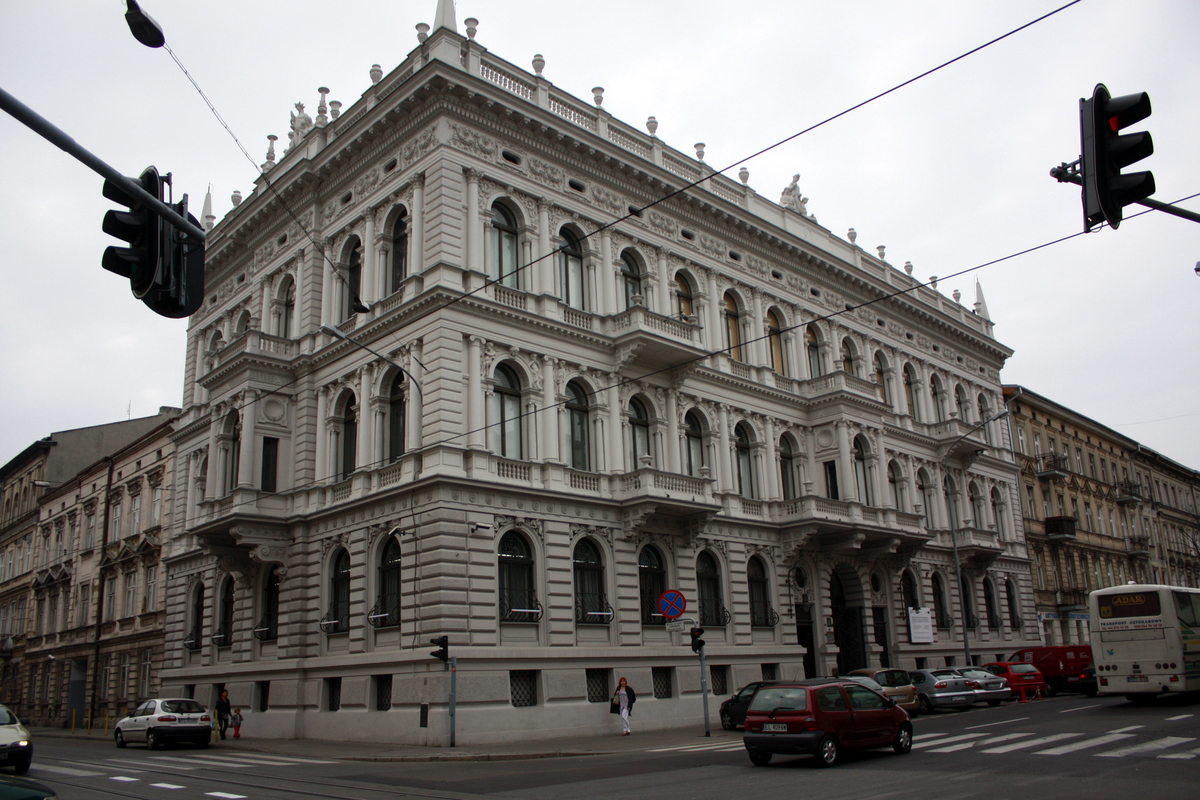
Pałac Poznańskiego
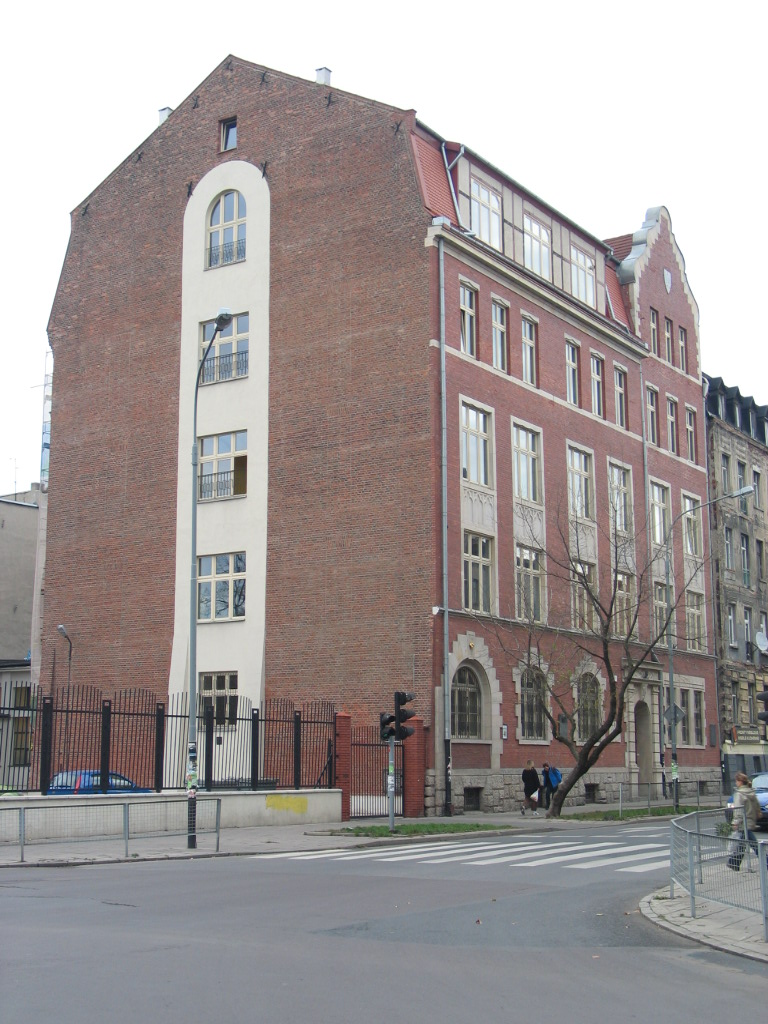
I LO im. M. Kopernika